# Chris Ward (Schachspieler)
Christopher Geoffrey Ward (* 26. März 1968) ist ein englischer Schachspieler.
Die britische Meisterschaft konnte er 1996 in Nottingham gewinnen.
Vereinsschach spielte er in der deutschen Schachbundesliga 1996/97 für den PSV/BSV Wuppertal. Die Four Nations Chess League gewann er 2002/03, 2004/05 und 2005/06 mit Wood Green sowie 2010/11 mit Pride and Prejudice. In den 1990er-Jahren hatte er in England für Invicta Knights Maidstone gespielt. In Frankreich spielte er in den Saisons 2001/02 und 2002/03 für den Club de Vandœuvre-Echecs.
Im Jahre 1990 wurde ihm der Titel Internationaler Meister (IM) verliehen, 1996 der Titel Großmeister (GM).
| Hier fehlt eine Grafik, die leoder im Moment aus technischen Gründen nicht angezeigt werden kann. Wir arbeiten daran! |

## Veröffentlichungen
- Winning with the Dragon, 1994, ISBN 0-7134-7210-3
- Endgame Play, Batsford, 1996, ISBN 0-7134-7920-5
- The Queen’s Gambit Accepted, Batsford, 1999, ISBN 0-7134-8467-5
- The Genius of Paul Morphy, 1997, ISBN 978-1-78194-332-8
- Improve your Opening Play, 2000, ISBN 978-1-85744-236-6
- Winning With the Sicilian Dragon 2, 2001, ISBN 978-0-7134-8236-2
- Starting Out: The Nimzo-Indian 2002, ISBN 978-1-85744-254-0
- It's Your Move: Improvers, 2002, ISBN 978-1-85744-278-6
- Unusual Queen’s Gambit Declined, 2002, ISBN 978-1-85744-218-2
- It's Your Move: Tough Puzzles, 2003, ISBN 1-85744-341-1
- Starting Out: Rook Endgames, Everyman Chess, 2004, ISBN 1-85744-374-8
- The Controversial Samisch King's Indian, Batsford, 2004, ISBN 978-0-7134-8872-2
- Offbeat Nimzo-Indian, 2005, ISBN 978-1-85744-369-1
- Play the Queen’s Gambit, 2006, ISBN 1-85744-411-6
- Starting Out: Chess Tactics and Checkmates, 2006, ISBN 1-85744-418-3